# فینگرویل (کارولینای جنوبی)
فینگرویل (به انگلیسی: Fingerville) یک منطقهٔ مسکونی در ایالات متحده آمریکا است که در شهرستان اسپارتانبرگ، کارولینای جنوبی واقع شده‌است. فینگرویل ۰٫۳۹۳ کیلومتر مربع مساحت و ۱۳۴ نفر جمعیت دارد.